# Чорноліська лісна школа
Чорнолі́ська лісна школа — фахова школа заснована у 1888 році. Школа є філією Українського центру підготовки, перепідготовки та підвищення кваліфікації кадрів лісового господарства Державного агентства лісових ресурсів України.
У школі проводиться 10-місячне навчання молоді після 9-го та 11-го класів за спеціальностями «лісник-єгер». Випускники отримують також посвідчення вальника лісу. Навчання платне.
У школі працюють курси підвищення кваліфікації лісників та майстрів лісу, ведеться підготовка та перепідготовка вальників лісу, верстатників деревообробних верстатів, рамників, станкових, стропальників та бджолярів.
До послуг учнів добре обладнані технічними засобами навчальні кабінети, майстерні, теплиця, бібліотека з фондом близько 18 тисяч томів наукової і художньої літератури.
Поряд із навчальним закладом знаходяться двоповерховий гуртожиток, їдальня, клуб, стадіон.

## Галерея

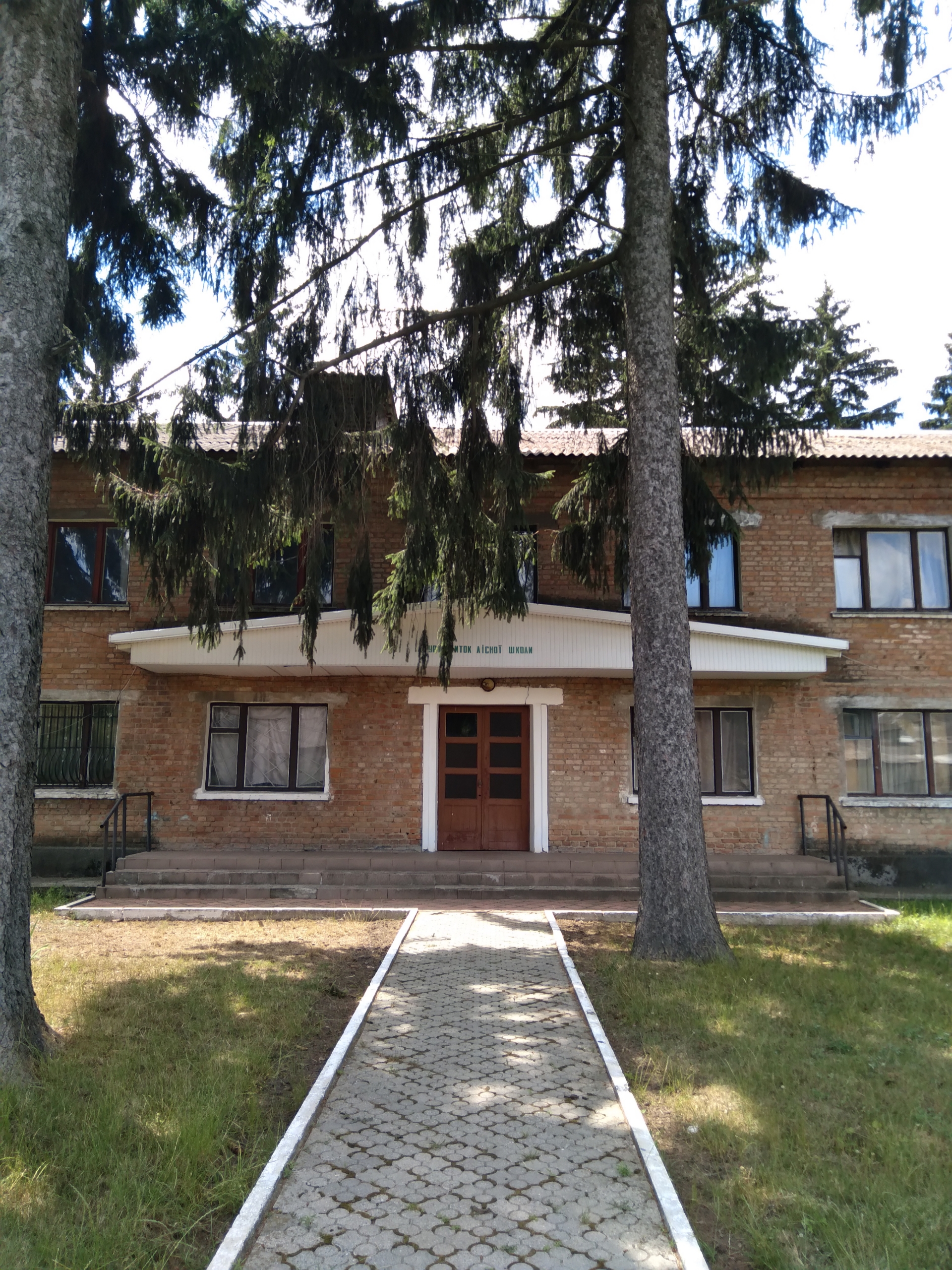
Гуртожиток лісової школи
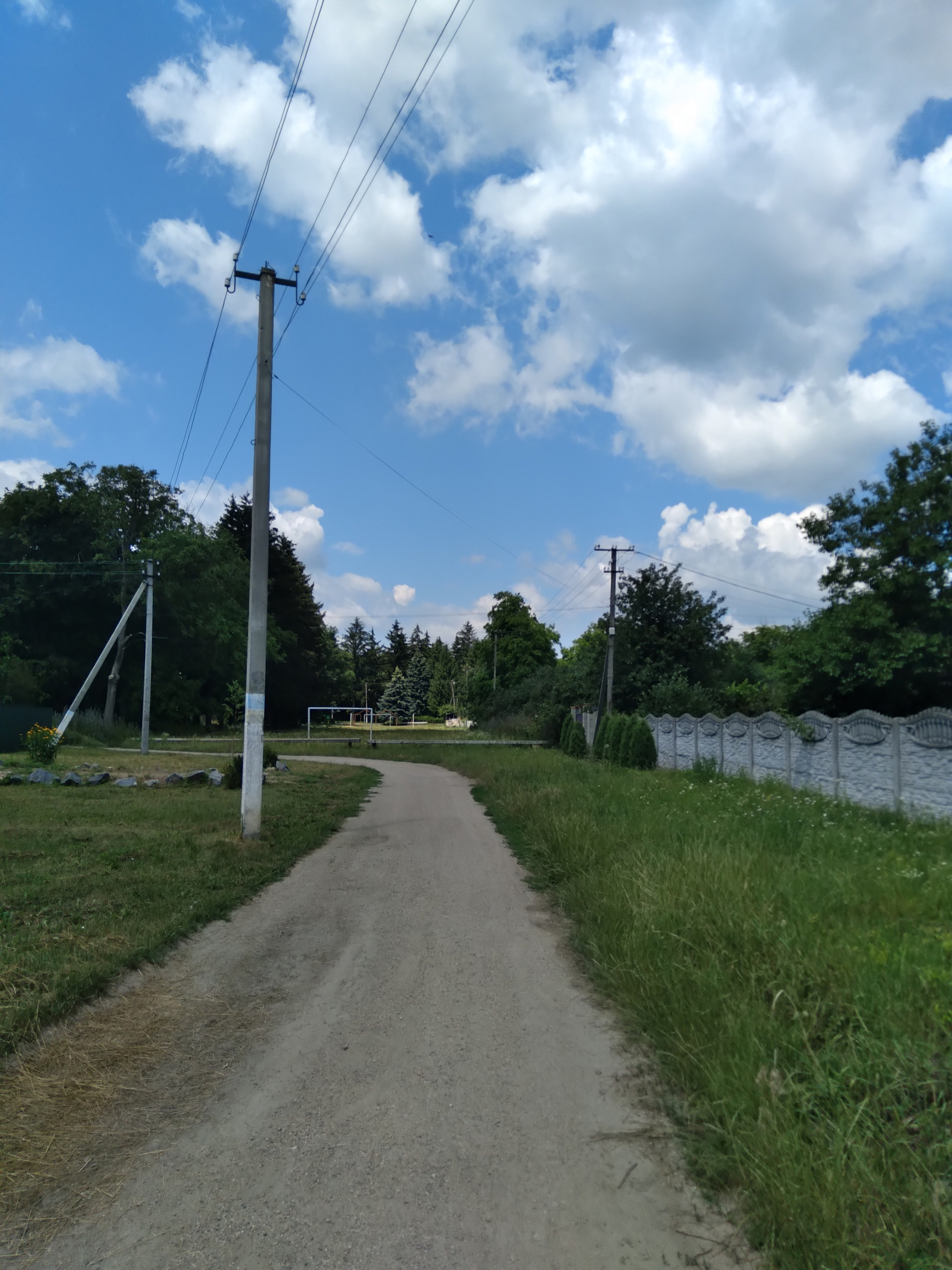
Спортивний майданчик